# 罗达德埃雷斯马
罗达德埃雷斯马，是西班牙卡斯蒂利亚-莱昂塞戈维亚省的一个市镇。 总面积10平方公里，总人口106人（2001年），人口密度11人/平方公里。